# 5085 Hippocrene
5085 Hippocrene è un asteroide della fascia principale. Scoperto nel 1977, presenta un'orbita caratterizzata da un semiasse maggiore pari a 2,2555033 au e da un'eccentricità di 0,1797723, inclinata di 4,85514° rispetto all'eclittica.
L'asteroide è dedicato a Ippocrene, la fonte dove si raduvano le Muse della mitologia greca.